# ميشيل روسو
ميشيل روسو (بالفرنسية: Michel Rousseau)‏ هو سباح فرنسي، ولد في 8 يونيو 1949 في بوا كولومب في فرنسا.

## وصلات خارجية
- ميشيل روسو على موقع الاتحاد الدولي للسباحة (الإنجليزية)
- ميشيل روسو على موقع SwimRankings.net (الإنجليزية)
- ميشيل روسو على موقع اللجنة الأولمبية الدولية (الإنجليزية)
- ميشيل روسو على موقع أوليمبيديا (الإنجليزية)